# 背徳の掟
『背徳の掟』（原題：Defenders of the Faith）は、ジューダス・プリーストが1984年に発表したアルバム、およびそのアルバムの10曲目に収録されている楽曲のタイトル。スタジオ・アルバムとしては9作目。

## 解説
レコーディングは主にイビサ島で行われ、その後マイアミでミックス・ダウンの作業が行われた。ジャケット・デザインは、前作『復讐の叫び』（1982年）に引き続きダグ・ジョンソンが担当した。ジャケットに描かれた機械獣はメタリアン(Metallian)と呼ばれ、本作に伴うツアーのステージ・セットにも使用された。本作の裏ジャケットには「信念を守り続ける者しかメタリアンの怒りからは逃れられない」というメッセージが記載されている。
収録曲の「ヘヴィ・デューティ」と「神への誓い」は、曲間なくメドレーとして収録されており、ライブでも連続して演奏されていた。
本国イギリスではアルバムが19位に達し、シングル「フリーホイール・バーニング」は42位、「叛旗の下に」は97位に達した。アメリカのBillboard 200では前作に引き続くトップ20入りを果たし、最高18位に達した。
ティッパー・ゴアらが設立した、レコードやミュージック・ビデオの規制を求める委員会PMRC(Parents Music Resource Center)は、本作収録曲「イート・ミー・アライヴ」の歌詞を問題視して、プリンスの「ダーリン・ニッキー」やトゥイステッド・シスター「ウィア・ノット・ゴナ・テイク・イット」等と共に「汚らしい15曲(Filthy Fifteen)」にリストアップし、これらの曲に関してレコード会社に規制を求めた。バンドはこの件に反発して、若者を抑圧する親のことを歌った楽曲「ペアレンタル・ガイダンス」を次作『ターボ』（1986年）で発表した。
2001年に発売されたデジタルリマスター盤の初回プレス盤では、グレンとKKの位置が左右逆転したミキシングがされていた。日本において、発売元のソニーミュージックに問い合わせれば、修正盤に交換出来る対応を行っていた。

## 収録曲
特記なき楽曲はロブ・ハルフォード、K. K. ダウニング、グレン・ティプトンの共作。
1. フリーホイール・バーニング - Freewheel Burning - 4:24
2. ジョウブレイカー - Jawbreaker - 3:26
3. 鋼鉄の魂 - Rock Hard Ride Free - 5:33
4. 死の番人 - The Sentinel - 5:02
5. 誘惑の牙 - Love Bites - 4:47
6. イート・ミー・アライヴ - Eat Me Alive - 3:35
7. 叛旗の下に - Some Heads Are Gonna Roll (Bob Halligan, Jr) - 4:07
8. 夜が来たりて - Night Comes Down - 4:00
9. ヘヴィ・デューティ - Heavy Duty - 2:25
10. 神への誓い - Defenders of the Faith - 1:26
下記2曲は2001年リマスターCDのボーナス・トラック。
11. ターン・オン・ユア・ライト - Turn on Your Light (Rob Halford, GlennTipton) - 5:23
12. ヘヴィ・デューティ/神への誓い (ライヴ) - Heavy Duty/Defenders of the Faith - 5:26

## 30thアニバーサリー・エディション
2015年には、オリジナル盤の発売30周年を記念して、『背徳の掟 ー30thアニバーサリー・エディションー』（原題：DEFENDERS OF THE FAITH SPECIAL 30TH ANNIVERSARY DELUXE EDITION）が、3枚組CDの完全生産限定で発売された。
日本盤は、同年3月4日に、全世界に先駆けて発売された。これは、本国以外で世界で最初期にブレイクした国が日本であることから「日本のファンのためだけにプレゼントしたい」というバンドの意向を汲んで、同年3月7日より行われる来日公演に間に合わせる形で先行発売が決定した経緯がある。
1枚目の収録曲はオリジナル盤に則しており、2001年リマスター盤にあったボーナストラックは収録されていない。リマスタリングは、オリジナル盤でプロデューサーを担当したトム・アロムによる。
新たに追加された2 - 3枚目は、ライブ音源となっている。内容は、1984年開催の「DURING THE DEFENDERS OF THE FAITH」ツアーより、同年5月5日に行われたアメリカカリフォルニア州はロング・ビーチ・アリーナ公演を完全収録している。

### CD1 背徳の掟（リマスター盤）
収録曲はオリジナル盤と同じ。

### CD2 ライブ・アット・ロングビーチ・アリーナ 1984.5.5
1. 誘惑の牙
2. ジョウブレイカー
3. グラインダー
4. メタル・ゴッズ
5. ブレイキング・ザ・ロウ
6. 罪業人
7. 雷鳴
8. 叛旗の下に
9. 死の番人
10. 鋼鉄の魂

### CD3 ライブ・アット・ロングビーチ・アリーナ 1984.5.5
1. 夜が来たりて
2. ヘリオン
3. エレクトリック・アイ
4. ヘヴィ・デューティ
5. 神への誓い
6. フリーホイール・バーニング
7. 生贄
8. グリーン・マナリシ
9. リヴィング・アフター・ミッドナイト
10. 殺戮の聖典
11. ユーヴ・ガット・アナザー・シング・カミング

## カヴァー
- 「フリーホイール・バーニング」は、FOZZY（プロレスラーのクリス・ジェリコが在籍しているバンド）が『ハプンスタンス』（2002年）で取り上げた。
- 「ジョーブレイカー」は、レイジがEP「Higher Than the Sky」（1997年）で取り上げた。
- 「死の番人」は、マシーン・ヘッドがアルバム「unto the locust」(2011年)で取り上げた。

## 参加ミュージシャン
- ロブ・ハルフォード：ボーカル
- K. K. ダウニング：リードギター
- グレン・ティプトン：リードギター
- イアン・ヒル：ベース
- デイヴ・ホーランド：ドラムス